# Fregene
Fregene est à la fois une frazione de la ville de Fiumicino et une zona di Roma (zone de Rome) située à l'ouest de Rome dans l'Agro Romano en Italie. Elle est désignée dans la nomenclature administrative par Z.XXXVIII et fait partie du Municipio XVI. Sa population est de 5 768 habitants.

## Géographie
Située sur la mer Tyrrhénienne, Fregene est une importante station balnéaire.

## Histoire
En 1992, Fregene devient une frazione de la ville de Fiumicino tout en restant dans l'organigramme administratif de Rome.

## Lieux particuliers
- La réserve écologique dite « oasis de Macchiagrande » (s'étendant sur 280 hectares) fait partie de la Réserve naturelle du littoral romain.